# Ronaldo Cisneros
Ronaldo Cisneros Morell (Torreón, 8 de enero de 1997) es un futbolista mexicano, juega como delantero y su actual equipo es el  Querétaro Fútbol Club de la Liga MX.

## Trayectoria

### Inicios y Club Santos Laguna
Comenzó jugando con el equipo sub-15 del Santos Laguna en 2011. La temporada 2013-14 subió a la categoría sub-17 y el 12 de enero de 2014 se vio envuelto en el accidente que tuvo el camión del equipo sub-17 de Santos cuando regresaban a la ciudad de Torreón después de haber jugado ante el equipo de Cruz Azul, el médico del equipo falleció y Cisneros fue dado de alta del hospital al día siguiente gracias a que no tuvo lesiones de gravedad. En febrero participó en el Torneo de Viareggio que se disputa todos los años en Italia, entró de cambio en los tres encuentros que disputó su equipo y no logró anotar gol.
El 19 de agosto de 2014 debutó en la Copa México junto con otros cuatro jugadores de las fuerzas básicas de Santos, en la victoria como local de Santos ante Correcaminos de la UAT por marcador de 3-0, inició el partido como titular y salió de cambio al minuto 74 en lugar de Javier Orozco. El 11 de octubre jugó como titular el partido entre Santos y el Club América en homenaje a Christian Benítez, y consiguió anotar el único gol de su equipo el cual perdió por marcador de 3-1.
Debutó en la primera división el 24 de octubre, en el empate a 1 de Santos contra el Club Universidad Nacional, entró al minuto 82 en lugar de Djaniny Tavares. El 13 de diciembre logró el subcampeonato de la categoría sub-17 al perder la final ante el Club de Fútbol Monterrey, Cisneros terminó como el segundo goleador del torneo solo por debajo de su compañero de equipo, Eduardo Aguirre.
Fue convocado para participar de nueva cuenta en la Viareggio Cup, esta vez en su edición del 2015. Jugó los tres partidos que disputó su equipo y anotó tres goles. Terminó como campeón goleador del torneo Clausura 2015 en la categoría sub-17 con 16 goles. En el Apertura 2015 subió de categoría y en su primer torneo con la Sub-20 logró el campeonato al derrotar al Club Tijuana en penales, Cisneros anotó uno de los penales; en total participó en 16 partidos y anotó ocho goles. En el Apertura 2016 logró el campeonato de goleo de la categoría Sub-20 tras anotar 10 goles, además, anotó otros 4 tantos en liguilla.
El 13 de septiembre de 2017 anotó su primer triplete en un partido de la Copa México ante Fútbol Club Juárez, el partido terminó con victoria de Santos por marcador de 0-3.

### Club Deportivo Guadalajara
El 13 de diciembre de 2017, se hace oficial su traspaso al Club Deportivo Guadalajara convirtiéndose en el cuarto refuerzo, de cara al Clausura 2018.

### Club Atlético Zacatepec
El 7 de junio de 2018, se hace oficial su préstamo al Club Atlético Zacatepec por un año sin opción a compra.

### Club Deportivo Guadalajara (Segunda Etapa)
El 28 de diciembre de 2018, se oficializó su regreso al Club Deportivo Guadalajara, convirtiéndose en el octavo refuerzo de cara al Clausura 2019. Debuta en su segunda etapa con Chivas el 12 de enero de 2019, en la victoria ante el Cruz Azul en el Estadio Azteca, marcando el gol de la victoria.

### Mineros de Zacatecas
El 2 de agosto de 2019, al no entrar en planes de Tomás Boy se oficializa su traspaso al Mineros de Zacatecas, de cara al Apertura 2019, en calidad de préstamo por 6 meses con opción a compra.

### Club Deportivo Guadalajara (Tercera Etapa)
El 20 de diciembre de 2019, se oficializa el regreso de Cisneros a Chivas convirtiéndose en el noveno refuerzo de cara al Clausura 2020.

### Atlanta United
El 21 de marzo de 2022, se hace oficial el préstamo de cisneros al equipo estadounidense Atlanta United cedido del Chivas.

#### Club Deportivo Guadalajara (Cuarta Etapa)
Cisneros regresó a jugar con el equipo al terminar el préstamo, por lo que estuvo de regreso con Chivas desde el inicio del año natural 2023. 
En el torneo Clausura 2022-2023, Cisneros estuvo convocado a los diecisiete encuentros del torneo, acumulando 862 minutos jugados, con quince partidos en cancha de los cuales once formó parte del XI Inicial, en este torneo anotó 2 goles, uno contra Tigres UANL en la Jornada 9 (el partido terminó 2 a 1 en favor de Chivas, con un gol anotado por Cisneros y otro asistido por él) y otro contra Cruz Azul en la Jornada 16. 
En el torneo Apertura 2023-2024, Cisneros volvió a brillar vistiendo la playera del equipo, pues acumuló doce de las diecisiete convocatorias y logró anotar dos goles, uno contra el Atlético San Luis en la jornada 2 y una asombrosa chilena en la jornada 13 contra el Club Puebla.

## Selección nacional

### Categorías inferiores

##### Sub-20
Logró el campeonato de la Copa Bahrain en 2016 y terminó como goleador de la competencia con 3 anotaciones en el mismo número de partidos jugados. Unos meses después se proclamó campeón del Torneo Cuatro Naciones, el cual se disputó en China, Cisneros anotó dos goles en la competencia. En el Campeonato Sub-20 de la Concacaf de 2017 disputó todo los partidos y obtuvo la "Bota de Oro" como máximo goleador de la competencia con 6 goles anotados, además, formó parte del 11 ideal del torneo. Fue convocado para participar en la Copa Mundial de Fútbol Sub-20 de 2017. Disputó cinco partidos, anotó dos goles y fue eliminado en cuartos de final por Inglaterra.

## Estadísticas
| Club | Div           | Temporada     | Liga(1) | Liga(1) | Liga(1) | Copas nacionales(2) | Copas nacionales(2) | Copas nacionales(2) | Torneos internacionales(3) | Torneos internacionales(3) | Torneos internacionales(3) | Total | Total | Total  | Media goleadora |
| Club | Div           | Temporada     | Part.   | Goles   | Asist.  | Part.               | Goles               | Asist.              | Part.                      | Goles                      | Asist.                     | Part. | Goles | Asist. | Media goleadora |
| --- | ------------- | ------------- | ------- | ------- | ------- | ------------------- | ------------------- | ------------------- | -------------------------- | -------------------------- | -------------------------- | ----- | ----- | ------ | --------------- |
| C. Santos Laguna México                                                                                               |               |               |         |         |         |                     |                     |                     |                            |                            |                            |       |       |        |                 |
| 1.ª | A-2014        | 2             | 0       | 0       | 1       | 0                   | 0                   | -                   | -                          | -                          | 3                          | 0     | 0     | 0,0    |                 |
| 1.ª | C-2016        | 4             | 0       | 0       | 0       | 0                   | 0                   | -                   | -                          | -                          | 4                          | 0     | 0     | 0,0    |                 |
| 1.ª | A-2016        | 1             | 0       | 0       | 2       | 1                   | 0                   | -                   | -                          | -                          | 3                          | 1     | 0     | 0,33   |                 |
| 1.ª | A-2017        | 1             | 0       | 0       | 3       | 3                   | 0                   | -                   | -                          | -                          | 4                          | 3     | 0     | 0,75   |                 |
| Total club | Total club    | 8             | 0       | 0       | 6       | 4                   | 0                   | -                   | -                          | -                          | 14                         | 4     | 0     | 0,28   |                 |
| C. D. Guadalajara México                                                                                              |               |               |         |         |         |                     |                     |                     |                            |                            |                            |       |       |        |                 |
| 1.ª | C-2018        | 7             | 1       | 2       | -       | -                   | -                   | 1                   | 0                          | 0                          | 8                          | 1     | 2     | 0,06   |                 |
| Total club | Total club    | 7             | 1       | 2       | -       | -                   | -                   | 1                   | 0                          | 0                          | 8                          | 1     | 2     | 0,05   |                 |
| C. A. Zacatepec México                                                                                                |               |               |         |         |         |                     |                     |                     |                            |                            |                            |       |       |        |                 |
| 2.ª | A-2018        | 13            | 1       | 0       | 3       | 2                   | 0                   | -                   | -                          | -                          | 16                         | 3     | 0     | 0,12   |                 |
| Total club | Total club    | 13            | 1       | 0       | 3       | 2                   | 0                   | -                   | -                          | -                          | 16                         | 3     | 0     | 0,12   |                 |
| C. D. Guadalajara México                                                                                              |               |               |         |         |         |                     |                     |                     |                            |                            |                            |       |       |        |                 |
| 1.ª | C-2019        | 11            | 2       | 0       | 6       | 2                   | 0                   | -                   | -                          | -                          | 17                         | 4     | 0     | 0,19   |                 |
| Total club | Total club    | 11            | 2       | 0       | 6       | 2                   | 0                   | -                   | -                          | -                          | 17                         | 4     | 0     | 0,19   |                 |
| C. D. Mineros México                                                                                                  |               |               |         |         |         |                     |                     |                     |                            |                            |                            |       |       |        |                 |
| 2.ª | A-2019        | 11            | 1       | 0       | 3       | 1                   | 0                   | -                   | -                          | -                          | 14                         | 2     | 0     | 0,08   |                 |
| Total club | Total club    | 11            | 1       | 0       | 3       | 1                   | 0                   | -                   | -                          | -                          | 14                         | 2     | 0     | 0,08   |                 |
| C. D. Guadalajara México                                                                                              |               |               |         |         |         |                     |                     |                     |                            |                            |                            |       |       |        |                 |
| 1.ª | C-2020        | 4             | 0       | 1       | 1       | 0                   | 0                   | -                   | -                          | -                          | 5                          | 0     | 1     | 0,00   |                 |
| Total club | Total club    | 4             | 0       | 1       | 1       | 0                   | 0                   | -                   | -                          | -                          | 5                          | 0     | 1     | 0,00   |                 |
| Total carrera | Total carrera | Total carrera | 54      | 5       | 3       | 19                  | 9                   | 0                   | 1                          | 0                          | 0                          | 74    | 14    | 3      | 0,24            |
| (1)Incluye datos de la Liga MX (2)Incluye datos de la Copa MX (3)Incluye datos de la Liga de Campeones de la Concacaf |               |               |         |         |         |                     |                     |                     |                            |                            |                            |       |       |        |                 |

### Tripletes
| Tripletes | Tripletes  | Tripletes                             | Tripletes          | Tripletes          | Tripletes | Tripletes | Tripletes   |
| #         | Fecha      | Lugar                                 | Equipo             | Rival              | Goles     | Resultado | Competición |
| --------- | ---------- | ------------------------------------- | ------------------ | ------------------ | --------- | --------- | ----------- |
| 1         | 13/09/2017 | Olímpico Benito Juárez, Ciudad Juárez | Club Santos Laguna | Fútbol Club Juárez |           | 0-3       | Copa México |

### Selecciones
| Competición                              | Categoría | Sede          | Resultado        | PJ | G |
| ---------------------------------------- | --------- | ------------- | ---------------- | -- | - |
| Campeonato Sub-20 de la Concacaf de 2017 | Sub-20    | Costa Rica    | Clasificado      | 5  | 6 |
| Copa Mundial de Fútbol Sub-20 de 2017    | Sub-20    | Corea del Sur | Cuartos de final | 5  | 2 |
| Total                                    | –         | –             | –                | 10 | 8 |

### Resumen estadístico
| Competencia                | Partidos | Goles |
| -------------------------- | -------- | ----- |
| Primera división           | 14       | 2     |
| Copas nacionales           | 6        | 4     |
| Copas internacionales      | 0        | 0     |
| Selección de México Sub-20 | 10       | 8     |
| Total                      | 23       | 12    |

## Palmarés

### Campeonatos nacionales
| Título  | Equipo        | País   | Año  |
| ------- | ------------- | ------ | ---- |
| Copa MX | Santos Laguna | México | 2014 |
| Liga MX | Santos Laguna | México | 2015 |

#### Campeonatos internacionales
| Título            | Club        | País   | Año  |
| ----------------- | ----------- | ------ | ---- |
| Liga de Campeones | Guadalajara | México | 2018 |

### Campeonatos internacionales amistosos
| Título                 | Equipo                     | País    | Año  |
| ---------------------- | -------------------------- | ------- | ---- |
| Copa Bahrain           | Selección de México Sub-20 | Bahrain | 2016 |
| Torneo Cuatro Naciones | Selección de México Sub-20 | China   | 2016 |

### Distinciones individuales
| Distinción                                              | Año    |
| ------------------------------------------------------- | ------ |
| Máximo goleador de la Primera División de México Sub-17 | C-2015 |
| Máximo goleador de la Copa Bahrain                      | 2016   |
| Máximo goleador de la Primera División de México Sub-20 | A-2016 |
| Máximo goleador del Campeonato Sub-20 de la Concacaf    | 2017   |
| Máximo goleador de la Primera División de México Sub-20 | A-2017 |